# Pietro Iacopo De Jennaro
Pietro Iacopo De Jennaro (o Pietro Iacopo de Gennaro o Pietro Giacomo Di Gennaro; Napoli, 1463 – Napoli, 1508) è stato un letterato e nobile italiano.

## Biografia
Pietro Iacopo De Jennaro nacque in una famiglia di antica nobiltà napoletana, ascritta fin dal XIII secolo al sedile di Porto. Suo padre Giorgio De Jennaro, il quale aveva ottenuto da Alfonso I di Napoli la signoria della Rocca delle Fratte (nei pressi dell'attuale Coreno Ausonio) e della Rocca d'Evandro, ottenne nel 1452 anche la carica di maestro razionale, una magistratura con competenza in materia tributaria. Non si sa molto degli anni della giovinezza, della formazione culturale e della vita privata di Pietro Iacopo: si presume abbia ricevuto una formazione di tipo giuridico. Sposò Lucrezia Scarsa (o Scarcia), presumibilmente appartenente a un'antica famiglia napoletana del Seggio di Porto in seguito estinta, e ne ebbe almeno tre figli: un bambino morto prematuramente, una figlia di nome Maria, e il figlio Alfonso che come il padre e il nonno fu presidente della Camera della Sommaria e poeta autore di un Carmen Sacrum in lingua latina. Non è invece possibile identificare la nobildonna catalana di nome Bianca cantata da Pietro Iacopo nel Canzoniere.
Pietro Iacopo De Jennaro ebbe numerosi incarichi pubblici. Nel 1468 fu ambasciatore a Pesaro; nel 1471-72 fu ambasciatore alla corte di Ercole I d'Este a Ferrara. Pietro Iacopo De Jennaro alternò i suoi soggiorni fra Napoli e la Rocca delle Fratte, e si dedicò fin dall'età giovanile all'esercizio della poesia. Nel 1481, tuttavia, le Fratte furono confiscate dalla Corona e vendute, allo scopo di rimpinguare le dissestate finanze del Regno; nella I egloga della Pastorale Pietro Iacopo incolpò della confisca Antonello de Petruciis e il conte di Sarno. L'infortunio non sembra aver avuto gravi effetti sulla carriera di Pietro Iacopo il quale ricoprì più volte l'incarico di Presidente della regia Camera della Sommaria fra il 1479 e il 1494; fu commissario generale nelle terre di Bari e d'Otranto nel 1479, capitano di Cosenza nel 1482, commissario regio in Terra di Lavoro e nel Contado di Molise dal 1487 al 1495, commissario regio in Principato Citra nel 1495, quindi percettore fiscale e commissario regio della Basilicata nel 1497. Non sono più attestati suoi incarichi negli officia periferici dopo la seconda calata dei Francesi (1501).
La sua produzione letteraria fu molto abbondante, eclettica e si protrasse fino alla fine della sua vita. Erasmo Percopo riteneva che la Pastorale  del De Jennaro fosse un'imitazione dell'Arcadia di Jacopo Sannazaro. Maria Corti ha confutato la tesi del Percopo mostrando come sia stato, invece, De Jennaro, ispirato a sua volta dai poeti bucolici senesi come Filenio Gallo, ad aver influenzato il più giovane Sannazaro. Maria Corti, tuttavia, giudica il De Jennaro un «mediocrissimo poeta».

## Opere

### Canzoniere
- Canzoniere: raccolta poetica (sonetti, canzoni e sestine) messa insieme intorno al 1486, con testi risalenti fino al 1464, dedicata a Giovanni Tommaso Moncada, e pubblicata postumo nel 1883[13]. La prima parte costituisce un vero e proprio canzoniere d'amore per una donna amata, una catalana di nome Bianca di cui nel sonetto CVI se ne piange la morte; nella seconda parte sono raggruppati quasi tutti i componimenti di altro argomento (politico, religioso, ecc.)

### Clepsimoginon
- Clepsimoginon (1471): poemetto di tre canti in ottava rima, di discendenza boccaccesca, sugli amori di Elena e Paride, dedicato a Ercole I d'Este. Scoperto da Carlo Dionisotti negli anni cinquanta, acquistato da una ditta antiquaria inglese, fu rivenduto all'asta dopo che Maria Corti ne aveva trascritto solo le rubriche dei canti[14]

### Dialogo de li huomini illustri sopra le medaglie
- Dialogo de li huomini illustri sopra le medaglie: trattato storico-politico, narrazione discontinua "per medaglie" delle gesta di vari personaggi romani, a iniziare da Romolo; scritto tra il 1500 e il 1504, probabilmente incompiuto, ne è stato pubblicato nel 2019 il testo superstite contenuto in un manoscritto della Biblioteca nazionale di Palermo[15]

### Plutopenia
- Plutopenia: dialogo a contrasto fra Povertà e Ricchezza al cospetto di Onestà, dedicato al giovane Federico d'Aragona; l'opera fu stampata forse a Napoli da Riessinger fra il 1470 e il 1471[16].

### Le sei età de la vita
- Le sei età de la vita: poema di 47 canti in terzine di endecasillabi, distribuiti in sedici cantiche, ciascuna preceduta da un'epistola dedicatoria in prosa, scritto ad imitazione della Divina Commedia e dei Trionfi del Petrarca[3], fu iniziato attorno al 1495 ed è stato pubblicato soltanto nel 1976[17]

### Pastorale
- Pastorale: raccolta di 15 egloge, di argomento amoroso e politico, precedute da un testo introduttivo in prosa. Maria Corti ha dimostrato che l'opera si è costituita attraverso tre successive redazioni, tra il 1482, anno in cui furono espropriate Le Fratte, e il 1508, data della pubblicazione a Napoli[12]. Erasmo Percopo ha fissato nel 1508 l'anno di morte del De Jennaro, e riteneva Pastorale un'opera postuma[18].